# Геннінг Берг
Ге́ннінг Стілле Берг (норв. Henning Stille Berg, *1 вересня 1969, Ейдсволл) — норвезький футбольний тренер та колишній футболіст, захисник, відомий насамперед виступами за «Блекберн Роверс», «Манчестер Юнайтед» та національну збірну Норвегії, за яку провів 100 офіційних ігор.
По завершенні ігрової кар'єри — тренер. З 2019 року очолює тренерський штаб кіпрської «Омонії».

## Клубна кар'єра
Берг почав кар'єру в норвезьких клубах, виступаючи за «Волеренгу» і «Ліллестрем».
1993 року Берг перейшов в англійський «Блекберн Роверс» за £ 400 000, разом з яким в 1995 році став чемпіоном Англії.
1997 року Геннінг був проданий за 5 млн фунтів до «Манчестер Юнайтед», у складі якого виграв два чемпіонські титули (у 1999 і 2000 роках), а також Кубок Англії і Лігу чемпіонів в 1999 році, проте змушений був пропустити обидва фінали через травму.
Після тріумфу з «дияволами» Берг досить швидко втратив місце в основі й повернувся в «Блекберн» — спочатку на правах оренди, а згодом і на постійній основі. Він не тільки допоміг клубу потрапити назад у Прем'єр-Лігу, але й як капітан підняв над головою Кубок Ліги — другий трофей «Блекберна» у новітній історії клубу.

### Виступи за збірну
Дебютувавши у збірній Норвегії у травні 1992 року матчем проти збірної Фарерських островів, Берг зіграв за неї 100 ігор і забив 9 м'ячів. Був учасником ЧС-1994, ЧС-1998 та Євро-2000

## Кар'єра тренера
Розпочав тренерську кар'єру невдовзі по завершенні кар'єри гравця, 2005 року, очоливши тренерський штаб клубу «Люн», де пропрацював з 2005 по 2008 рік.
2009 року став головним тренером команди «Ліллестрем», тренував команду з Ліллестрема три роки, після чого був запрошений на тренерський місток англійського «Блекберн Роверз», з яким працював протягом частини 2012 року.
У 2014—2015 роках очолював тренерський штаб польської «Легії» (звільнений 4 жовтня 2015).
Протягом 2016–2017 років працював в Угорщині, де був головним тренером команди «Відеотон». Після чого у 2018–2019 роках тренував на батьківщині команду «Стабека».
У червні 2019 року очолив тренерський штаб кіпрської «Омонії».

## Статистика виступів

### Статистика клубних виступів
| Сезон                         | Клуб                          | Чемпіонат                     | Чемпіонат | Чемпіонат | Національний кубок | Національний кубок | Національний кубок | Континентальні кубки | Континентальні кубки | Континентальні кубки | Суперкубки | Суперкубки | Суперкубки | Усього | Усього |
| Сезон                         | Клуб                          | Ліга                          | Ігор      | Голів     | Ліга               | Ігор               | Голів              | Ліга                 | Ігор                 | Голів                | Ліга       | Ігор       | Голів      | Ігор   | Голів  |
| ----------------------------- | ----------------------------- | ----------------------------- | --------- | --------- | ------------------ | ------------------ | ------------------ | -------------------- | -------------------- | -------------------- | ---------- | ---------- | ---------- | ------ | ------ |
| 1987                          | КФУМ (Осло)                   | 4Д                            | ?         | ?         | КН                 | ?                  | ?                  | -                    | -                    | -                    | -          | -          | -          | ?      | ?      |
| 1988                          | КФУМ (Осло)                   | 4Д                            | ?         | ?         | КН                 | ?                  | ?                  | -                    | -                    | -                    | -          | -          | -          | ?      | ?      |
| Усього за КФУМ (Осло)         | Усього за КФУМ (Осло)         | Усього за КФУМ (Осло)         | ?         | ?         |                    | ?                  | ?                  |                      | -                    | -                    |            | -          | -          | ?      | ?      |
| 1988                          | «Волеренга»                   | 1Д                            | 2         | 0         | КН                 | ?                  | ?                  | -                    | -                    | -                    | -          | -          | -          | 2+     | 0+     |
| 1989                          | «Волеренга»                   | 1Д                            | 21        | 0         | КН                 | ?                  | ?                  | -                    | -                    | -                    | -          | -          | -          | 21+    | 0+     |
| 1990                          | «Волеренга»                   | 1Д                            | 22        | 0         | КН                 | ?                  | ?                  | -                    | -                    | -                    | -          | -          | -          | 22+    | 0+     |
| 1991                          | «Волеренга»                   | ЕС                            | 22        | 2         | КН                 | ?                  | ?                  | -                    | -                    | -                    | -          | -          | -          | 22+    | 2+     |
| Усього за «Волеренгу»         | Усього за «Волеренгу»         | Усього за «Волеренгу»         | 67        | 2         |                    | ?                  | ?                  |                      | -                    | -                    |            | -          | -          | 67+    | 2+     |
| 1992                          | «Ліллестрем»                  | ЕС                            | 20        | 1         | КН                 | ?                  | ?                  | -                    | -                    | -                    | -          | -          | -          | 20+    | 1+     |
| 1992–93                       | «Блекберн Роверз»             | ПЛ                            | 4         | 0         | КА+КЛ              | ?                  | ?                  | -                    | -                    | -                    | -          | -          | -          | 4+     | 0+     |
| 1993–94                       | «Блекберн Роверз»             | ПЛ                            | 41        | 1         | КА+КЛ              | ?                  | ?                  | -                    | -                    | -                    | -          | -          | -          | 41+    | 1+     |
| 1994–95                       | «Блекберн Роверз»             | ПЛ                            | 40        | 1         | КА+КЛ              | ?                  | ?                  | -                    | -                    | -                    | -          | -          | -          | 40+    | 1+     |
| 1995–96                       | «Блекберн Роверз»             | ПЛ                            | 38        | 0         | КА+КЛ              | ?                  | ?                  | -                    | -                    | -                    | -          | -          | -          | 38+    | 0+     |
| 1996–97                       | «Блекберн Роверз»             | ПЛ                            | 36        | 2         | КА+КЛ              | ?                  | ?                  | -                    | -                    | -                    | -          | -          | -          | 36+    | 2+     |
| 1997–98                       | «Блекберн Роверз»             | ПЛ                            | 0         | 0         | КА+КЛ              | ?                  | ?                  | -                    | -                    | -                    | -          | -          | -          | 0+     | 0+     |
| 1997–98                       | «Манчестер Юнайтед»           | ПЛ                            | 27        | 1         | КА+КЛ              | ?                  | ?                  | ЛЧ                   | ?                    | ?                    | СА         | -          | -          | 27+    | 1+     |
| 1998–99                       | «Манчестер Юнайтед»           | ПЛ                            | 16        | 0         | КА+КЛ              | ?                  | ?                  | ЛЧ                   | 1+                   | ?                    | СА         | ?          | ?          | 16+    | 0+     |
| 1999–00                       | «Манчестер Юнайтед»           | ПЛ                            | 22        | 1         | КА+КЛ              | ?                  | ?                  | ЛЧ                   | ?                    | ?                    | СА+СУ+МКК  | ?          | ?          | 22+    | 1+     |
| 2000–01                       | «Манчестер Юнайтед»           | ПЛ                            | 1         | 0         | КА+КЛ              | ?                  | ?                  | ЛЧ                   | ?                    | ?                    | СА         | ?          | ?          | 1+     | 0+     |
| Усього за «Манчестер Юнайтед» | Усього за «Манчестер Юнайтед» | Усього за «Манчестер Юнайтед» | 66        | 2         |                    | ?                  | ?                  |                      | -                    | -                    |            | -          | -          | 66+    | 2+     |
| 2000–01                       | «Блекберн Роверз»             | 1Д                            | 41        | 1         | КА+КЛ              | ?                  | ?                  | -                    | -                    | -                    | -          | -          | -          | 41+    | 1+     |
| 2001–02                       | «Блекберн Роверз»             | ПЛ                            | 34        | 1         | КА+КЛ              | ?                  | ?                  | -                    | -                    | -                    | -          | -          | -          | 34+    | 1+     |
| 2002–03                       | «Блекберн Роверз»             | ПЛ                            | 16        | 1         | КА+КЛ              | ?                  | ?                  | -                    | -                    | -                    | -          | -          | -          | 16+    | 1+     |
| Усього за «Блекберн Роверз»   | Усього за «Блекберн Роверз»   | Усього за «Блекберн Роверз»   | ?         | ?         |                    | ?                  | ?                  |                      | -                    | -                    |            | -          | -          | ?      | ?      |
| 2003–04                       | «Рейнджерс»                   | ПЛ                            | 20        | 0         | КШ+КЛ              | ?                  | ?                  | -                    | -                    | -                    | -          | -          | -          | 20+    | 0+     |
| Усього за кар'єру             | Усього за кар'єру             | Усього за кар'єру             | ?         | ?         |                    | ?                  | ?                  |                      | -                    | -                    |            | -          | -          | ?      | ?      |

### Статистика виступів за збірну
| Дата       | Місто         | Господарі            | Результат | Гості                | Турнір               | Голи | Примітки |
| ---------- | ------------- | -------------------- | --------- | -------------------- | -------------------- | ---- | -------- |
| 13-5-1992  | Осло          | Норвегія             | 2 – 0     | Фарерські острови    | товариський матч     | -    |          |
| 3-6-1992   | Осло          | Норвегія             | 0 – 0     | Шотландія            | товариський матч     | -    |          |
| 26-8-1992  | Осло          | Норвегія             | 2 – 2     | Швеція               | товариський матч     | -    |          |
| 14-10-1992 | Лондон        | Англія               | 1 – 1     | Норвегія             | Відбір до ЧС 1994    | -    |          |
| 2-12-1992  | Гуанчжоу      | КНР                  | 2 – 1     | Норвегія             | товариський матч     | -    |          |
| 30-3-1993  | Доха          | Катар                | 1 – 6     | Норвегія             | товариський матч     | -    |          |
| 8-9-1993   | Осло          | Норвегія             | 1 – 0     | США                  | товариський матч     | -    |          |
| 22-9-1993  | Осло          | Норвегія             | 1 – 0     | Польща               | Відбір до ЧС 1994    | -    |          |
| 13-10-1993 | Познань       | Польща               | 0 – 3     | Норвегія             | Відбір до ЧС 1994    | -    |          |
| 10-11-1993 | Стамбул       | Туреччина            | 2 – 1     | Норвегія             | Відбір до ЧС 1994    | -    |          |
| 15-1-1994  | Сан-Франциско | США                  | 2 – 1     | Норвегія             | товариський матч     | -    |          |
| 9-3-1994   | Кардіфф       | Уельс                | 1 – 3     | Норвегія             | товариський матч     | -    |          |
| 20-4-1994  | Осло          | Норвегія             | 0 – 0     | Португалія           | товариський матч     | -    |          |
| 22-5-1994  | Лондон        | Англія               | 0 – 0     | Норвегія             | товариський матч     | -    |          |
| 1-6-1994   | Осло          | Норвегія             | 2 – 1     | Данія                | товариський матч     | 1    |          |
| 5-6-1994   | Стокгольм     | Швеція               | 2 – 0     | Норвегія             | товариський матч     | -    |          |
| 19-6-1994  | Вашингтон     | Норвегія             | 1 – 0     | Мексика              | ЧС 1994 - 1-й етап   | -    |          |
| 23-6-1994  | Нью-Йорк      | Італія               | 1 – 0     | Норвегія             | ЧС 1994 - 1-й етап   | -    |          |
| 28-6-1994  | Нью-Йорк      | Норвегія             | 0 – 0     | Ірландія             | ЧС 1994 - 1-й етап   | -    |          |
| 7-9-1994   | Осло          | Норвегія             | 1 – 0     | Білорусь             | Відбір до ЧЄ 1996    | -    |          |
| 12-10-1994 | Осло          | Норвегія             | 1 – 1     | Нідерланди           | Відбір до ЧЄ 1996    | -    |          |
| 16-11-1994 | Мінськ        | Білорусь             | 0 – 4     | Норвегія             | Відбір до ЧЄ 1996    | 1    |          |
| 14-12-1994 | Та-Калі       | Мальта               | 0 – 1     | Норвегія             | Відбір до ЧЄ 1996    | -    |          |
| 8-2-1995   | Нікосія       | Кіпр                 | 0 – 2     | Норвегія             | товариський матч     | -    |          |
| 29-3-1995  | Люксембург    | Люксембург           | 0 – 2     | Норвегія             | Відбір до ЧЄ 1996    | -    |          |
| 26-4-1995  | Осло          | Норвегія             | 5 – 0     | Люксембург           | Відбір до ЧЄ 1996    | -    |          |
| 25-5-1995  | Осло          | Норвегія             | 3 – 2     | Гана                 | товариський матч     | -    |          |
| 7-6-1995   | Осло          | Норвегія             | 2 – 0     | Мальта               | Відбір до ЧЄ 1996    | -    |          |
| 22-7-1995  | Осло          | Норвегія             | 0 – 0     | Франція              | товариський матч     | -    |          |
| 16-8-1995  | Осло          | Норвегія             | 1 – 1     | Чехословаччина       | Відбір до ЧЄ 1996    | 1    |          |
| 6-9-1995   | Прага         | Чехословаччина       | 2 – 0     | Норвегія             | Відбір до ЧЄ 1996    | -    |          |
| 11-10-1995 | Осло          | Норвегія             | 0 – 0     | Англія               | товариський матч     | -    |          |
| 15-11-1995 | Роттердам     | Нідерланди           | 3 – 0     | Норвегія             | Відбір до ЧЄ 1996    | -    |          |
| 7-2-1996   | Лас-Пальмас   | Іспанія              | 1 – 0     | Норвегія             | товариський матч     | -    |          |
| 27-3-1996  | Дублін        | Ірландія             | 1 – 0     | Норвегія             | товариський матч     | -    |          |
| 24-4-1996  | Осло          | Норвегія             | 0 – 0     | Греція               | товариський матч     | -    |          |
| 2-6-1996   | Осло          | Норвегія             | 5 – 0     | Азербайджан          | Відбір до ЧС 1998    | -    |          |
| 1-9-1996   | Осло          | Норвегія             | 1 – 0     | Грузія               | товариський матч     | -    |          |
| 9-10-1996  | Осло          | Норвегія             | 3 – 0     | Угорщина             | Відбір до ЧС 1998    | -    |          |
| 10-11-1996 | Базель        | Швейцарія            | 0 – 1     | Норвегія             | Відбір до ЧС 1998    | -    | кап.     |
| 29-3-1997  | Дубай         | ОАЕ                  | 1 – 4     | Норвегія             | товариський матч     | -    |          |
| 30-4-1997  | Осло          | Норвегія             | 1 – 1     | Фінляндія            | Відбір до ЧС 1998    | -    |          |
| 30-5-1997  | Осло          | Норвегія             | 4 – 2     | Бразилія             | товариський матч     | -    |          |
| 8-6-1997   | Будапешт      | Угорщина             | 1 – 1     | Норвегія             | Відбір до ЧС 1998    | -    |          |
| 20-8-1997  | Гельсінкі     | Фінляндія            | 0 – 4     | Норвегія             | Відбір до ЧС 1998    | -    |          |
| 6-9-1997   | Баку          | Азербайджан          | 0 – 1     | Норвегія             | Відбір до ЧС 1998    | -    |          |
| 10-9-1997  | Осло          | Норвегія             | 5 – 0     | Швейцарія            | Відбір до ЧС 1998    | -    |          |
| 25-2-1998  | Марсель       | Франція              | 3 – 3     | Норвегія             | товариський матч     | -    |          |
| 25-3-1998  | Брюссель      | Бельгія              | 2 – 2     | Норвегія             | товариський матч     | -    | кап.     |
| 22-4-1998  | Копенгаген    | Данія                | 0 – 2     | Норвегія             | товариський матч     | -    |          |
| 20-5-1998  | Осло          | Норвегія             | 5 – 2     | Мексика              | товариський матч     | 1    |          |
| 27-5-1998  | Молде         | Норвегія             | 6 – 0     | Саудівська Аравія    | товариський матч     | -    |          |
| 10-6-1998  | Монпельє      | Марокко              | 2 – 2     | Норвегія             | ЧС 1998 - 1-й етап   | -    |          |
| 16-6-1998  | Бордо         | Шотландія            | 1 – 1     | Норвегія             | ЧС 1998 - 1-й етап   | -    |          |
| 23-6-1998  | Марсель       | Бразилія             | 1 – 2     | Норвегія             | ЧС 1998 - 1-й етап   | -    |          |
| 27-6-1998  | Марсель       | Італія               | 1 – 0     | Норвегія             | ЧС 1998 - 1/8 фіналу | -    |          |
| 6-9-1998   | Осло          | Норвегія             | 1 – 3     | Латвія               | Відбір до ЧЄ 2000    | -    |          |
| 10-10-1998 | Любляна       | Словенія             | 1 – 2     | Норвегія             | Відбір до ЧЄ 2000    | -    |          |
| 14-10-1998 | Осло          | Норвегія             | 2 – 2     | Албанія              | Відбір до ЧЄ 2000    | 1    |          |
| 18-11-1998 | Каїр          | Єгипет               | 1 – 1     | Норвегія             | товариський матч     | -    |          |
| 27-3-1999  | Афіни         | Греція               | 0 – 2     | Норвегія             | Відбір до ЧЄ 2000    | -    | кап.     |
| 18-8-1999  | Осло          | Норвегія             | 1 – 0     | Литва                | товариський матч     | -    | кап.     |
| 4-9-1999   | Осло          | Норвегія             | 1 – 0     | Греція               | Відбір до ЧЄ 2000    | -    | кап.     |
| 8-9-1999   | Осло          | Норвегія             | 4 – 0     | Словенія             | Відбір до ЧЄ 2000    | -    | кап.     |
| 9-10-1999  | Рига          | Латвія               | 1 – 2     | Норвегія             | Відбір до ЧЄ 2000    | -    | кап.     |
| 31-1-2000  | Рейк'явік     | Ісландія             | 0 – 0     | Норвегія             | товариський матч     | -    | кап.     |
| 2-2-2000   | Копенгаген    | Данія                | 2 – 4     | Норвегія             | товариський матч     | 2    | кап.     |
| 23-2-2000  | Стамбул       | Туреччина            | 0 – 2     | Норвегія             | товариський матч     | -    | кап.     |
| 29-3-2000  | Лугано        | Швейцарія            | 2 – 2     | Норвегія             | товариський матч     | -    | кап.     |
| 26-4-2000  | Брюссель      | Бельгія              | 2 – 0     | Норвегія             | товариський матч     | -    |          |
| 27-5-2000  | Братислава    | Словаччина           | 0 – 2     | Норвегія             | товариський матч     | -    | кап.     |
| 13-6-2000  | Роттердам     | Норвегія             | 1 – 0     | Іспанія              | ЧЄ 2000 - 1-й етап   | -    | кап.     |
| 16-8-2000  | Гельсінкі     | Фінляндія            | 3 – 1     | Норвегія             | товариський матч     | -    | кап.     |
| 2-9-2000   | Осло          | Норвегія             | 0 – 0     | Вірменія             | Відбір до ЧС 2002    | -    | кап.     |
| 7-10-2000  | Кардіфф       | Уельс                | 1 – 1     | Норвегія             | Відбір до ЧС 2002    | -    | кап.     |
| 11-10-2000 | Осло          | Норвегія             | 0 – 1     | Україна              | Відбір до ЧС 2002    | -    | кап.     |
| 28-2-2001  | Белфаст       | Північна Ірландія    | 0 – 4     | Норвегія             | товариський матч     | -    | кап.     |
| 24-3-2001  | Осло          | Норвегія             | 2 – 3     | Польща               | Відбір до ЧС 2002    | -    | кап.     |
| 28-3-2001  | Мінськ        | Білорусь             | 2 – 1     | Норвегія             | Відбір до ЧС 2002    | -    | кап.     |
| 2-6-2001   | Київ          | Україна              | 0 – 0     | Норвегія             | Відбір до ЧС 2002    | -    | кап.     |
| 6-6-2001   | Осло          | Норвегія             | 1 – 1     | Білорусь             | Відбір до ЧС 2002    | -    | кап.     |
| 15-8-2001  | Осло          | Норвегія             | 1 – 1     | Туреччина            | товариський матч     | -    | кап.     |
| 1-9-2001   | Краків        | Польща               | 3 – 0     | Норвегія             | Відбір до ЧС 2002    | -    | кап.     |
| 5-9-2001   | Осло          | Норвегія             | 3 – 2     | Уельс                | Відбір до ЧС 2002    | -    | кап.     |
| 13-2-2002  | Брюссель      | Бельгія              | 1 – 0     | Норвегія             | товариський матч     | -    | кап.     |
| 27-3-2002  | Туніс (місто) | Туніс                | 0 – 0     | Норвегія             | товариський матч     | -    | кап.     |
| 17-4-2002  | Осло          | Норвегія             | 0 – 0     | Швеція               | товариський матч     | -    | кап.     |
| 14-5-2002  | Осло          | Норвегія             | 3 – 0     | Японія               | товариський матч     | 1    | кап.     |
| 22-5-2002  | Осло          | Норвегія             | 1 – 1     | Бразилія             | товариський матч     | -    | кап.     |
| 21-8-2002  | Осло          | Норвегія             | 0 – 1     | Нідерланди           | товариський матч     | -    | кап.     |
| 7-9-2002   | Осло          | Норвегія             | 2 – 2     | Данія                | Відбір до ЧЄ 2004    | -    | кап.     |
| 12-10-2002 | Бухарест      | Румунія              | 0 – 1     | Норвегія             | Відбір до ЧЄ 2004    | -    | кап.     |
| 16-10-2002 | Осло          | Норвегія             | 2 – 0     | Боснія і Герцеговина | Відбір до ЧЄ 2004    | -    | кап.     |
| 2-4-2003   | Люксембург    | Люксембург           | 0 – 2     | Норвегія             | Відбір до ЧЄ 2004    | -    | кап.     |
| 11-6-2003  | Осло          | Норвегія             | 1 – 1     | Румунія              | Відбір до ЧЄ 2004    | -    | кап.     |
| 20-8-2003  | Осло          | Норвегія             | 0 – 0     | Шотландія            | товариський матч     | -    | кап.     |
| 6-9-2003   | Зениця        | Боснія і Герцеговина | 1 – 0     | Норвегія             | Відбір до ЧЄ 2004    | -    | кап.     |
| 11-10-2003 | Осло          | Норвегія             | 1 – 0     | Люксембург           | Відбір до ЧЄ 2004    | -    | кап.     |
| 15-11-2003 | Валенсія      | Іспанія              | 2 – 1     | Норвегія             | Відбір до ЧЄ 2004    | -    | кап.     |
| 27-5-2004  | Осло          | Норвегія             | 0 – 0     | Уельс                | товариський матч     | -    | кап.     |
| Усього     |               | Матчів (3 місце)     | 100       |                      | Голів                | 9    |          |

## Досягнення та нагороди
Гравець

### «Блекберн Роверс»
- Чемпіон Англії: 1995
- Володар Кубка Футбольної Ліги: 2002

### «Манчестер Юнайтед»
- Чемпіон Англії: 1999, 2000
- Володар Кубка Англії: 1999
- Володар Суперкубка Англії: 1997
- Володар Міжконтинентального кубка: 1999
- Переможець Ліги Чемпіонів: 1999

Тренер

### «Легія»
- Чемпіон Польщі: 2014
- Володар Кубка Польщі: 2015

### «Омонія»
- Чемпіон Кіпру: 2021
- Володар Суперкубка Кіпру: 2021

### АЕК
- Володар Кубка Кіпру: 2025